# Temnoptera
Temnoptera là một chi bướm đêm thuộc họ Erebidae.